# Risposta di fase
In teoria dei segnali, la risposta di fase è la relazione tra fase di un segnale sinusoidale in ingresso ed il segnale in uscita passante attraverso qualsiasi dispositivo che accetti un segnale in ingresso e produca un segnale in uscita, come un amplificatore o un filtro.
Amplificatori, filtri ed altri dispositivi spesso sono classificati in base alla loro risposta di ampiezza e/o fase. La risposta di ampiezza è il rapporto tra l'ampiezza in uscita e quella in ingresso e solitamente è una funzione della frequenza. Allo stesso modo, la risposta di fase è la fase in uscita utilizzando l'ingresso come riferimento. L'ingresso viene definito come fase zero. Non è detto che la risposta in fase di un dispositivo debba giacere tra 0° e 360°, poiché la fase può accumularsi in qualsiasi periodo di tempo.